# Sport- und Schwimmverein Jahn 2000 Regensburg 2000-2001
Questa voce raccoglie le informazioni riguardanti lo Sport- und Schwimmverein Jahn 2000 Regensburg nelle competizioni ufficiali della stagione 2000-2001.

## Stagione
Nella stagione 2000-2001 il Jahn Regensburg, allenato da Karsten Wettberg, concluse il campionato di Regionalliga sud al 12º posto.

## Rosa
| N. |                     | Ruolo | Calciatore        |
| -- | ------------------- | ----- | ----------------- |
| 2  | Germania (bandiera) | D     | Markus Grasser    |
| 3  | Germania (bandiera) | D     | Markus Rosenwirth |
| 5  | Germania (bandiera) | D     | Michael Fersch    |
| 6  | Germania (bandiera) | D     | Ulrich Pflug      |
| 7  | Germania (bandiera) | C     | Tobias Zellner    |
| 8  | Germania (bandiera) | C     | Harald Gfreiter   |
| 11 | Ungheria (bandiera) | A     | Andras Tölcseres  |
| 20 | Germania (bandiera) | P     | Florian Ermler    |
| 23 | Germania (bandiera) | C     | Thomas Radlspeck  |
| 24 | Germania (bandiera) | A     | Thorsten Holm     |
| 25 | Austria (bandiera)  | D     | Mario Stieglmair  |
| 27 | Marocco (bandiera)  | C     | Oualid Mokhtari   |
| 29 | Germania (bandiera) | A     | Thorsten Seufert  |
|    | Croazia (bandiera)  | P     | Brano Arsenović   |
|    | Germania (bandiera) | P     | Rainer Berg       |
|    | Germania (bandiera) | D     | Roland Brunner    |

| N. |                     | Ruolo | Calciatore         |
| -- | ------------------- | ----- | ------------------ |
|    | Germania (bandiera) | D     | Harald Gärtner     |
|    | Croazia (bandiera)  | D     | Sandi Gusic        |
|    | Germania (bandiera) | D     | Christian Leßmann  |
|    | Germania (bandiera) | D     | Veit Schaidinger   |
|    | Germania (bandiera) | C     | Herbert Altmann    |
|    | Germania (bandiera) | C     | Samuel Bachmaier   |
|    | Marocco (bandiera)  | C     | Youssef Mokhtari   |
|    | Germania (bandiera) | C     | Armin Peter        |
|    | Germania (bandiera) | C     | Frank Peuker       |
|    | Germania (bandiera) | C     | Thomas Rösl        |
|    | Germania (bandiera) | C     | Stefan Seufert     |
|    | Germania (bandiera) | A     | Matthias Brand     |
|    | Germania (bandiera) | A     | Ralf Huber         |
|    | Germania (bandiera) | A     | Lothar Kolarsch    |
|    | Germania (bandiera) | A     | Helmut Lemberger   |
|    | Germania (bandiera) | A     | Reinhold Traxinger |

## Organigramma societario
Area tecnica
- Allenatore: Karsten Wettberg
- Allenatore in seconda:
- Preparatore dei portieri:
- Preparatori atletici:
- Analisi video:

## Calciomercato

### Sessione estiva
| Acquisti | Acquisti         | Acquisti          | Acquisti |
| R.       | Nome             | da                | Modalità |
| -------- | ---------------- | ----------------- | -------- |
| C        | Tobias Zellner   | Carlisle Utd      |          |
| A        | Thorsten Seufert | Reutlingen        |          |
| C        | Samuel Bachmaier | Monaco 1860 II    |          |
| C        | Harald Gfreiter  | VfR Mannheim      |          |
| D        | Markus Grasser   | Norimberga        |          |
| D        | Sandi Gusic      | Verl              |          |
| C        | Jens Krinke      | Darmstadt         |          |
| A        | Helmut Lemberger | Wacker Burghausen |          |
| C        | Youssef Mokhtari | FSV Francoforte   |          |
| D        | Ulrich Pflug     | Unterhaching      |          |
| C        | Thomas Radlspeck | Grazer AK         |          |
| C        | Stefan Seufert   | 1. FC Sand        |          |
| D        | Mario Stieglmair | Leoben            |          |
| A        | Andras Tölcseres | Saarbrücken       |          |

| Cessioni | Cessioni      | Cessioni               | Cessioni |
| R.       | Nome          | a                      | Modalità |
| -------- | ------------- | ---------------------- | -------- |
| C        | Ralf Weidhaus | SG Post Süd/Regensburg |          |

### Sessione invernale
| Acquisti | Acquisti          | Acquisti         | Acquisti |
| R.       | Nome              | da               | Modalità |
| -------- | ----------------- | ---------------- | -------- |
| D        | Harald Gärtner    | Admira Wacker M. |          |
| D        | Christian Leßmann | FSV Francoforte  |          |

| Cessioni | Cessioni                | Cessioni            | Cessioni |
| R.       | Nome                    | a                   | Modalità |
| -------- | ----------------------- | ------------------- | -------- |
| D        | Maximilian Eppensteiner | Kufstein            |          |
| C        | Jens Krinke             | Vikt. Aschaffenburg |          |

## Risultati

### Regionalliga

#### Girone di andata
| Arbitro: | Frey |

|            |           |          |
| Fersch 58’ | Marcatori | 90’ Tuma |

| Arbitro: | Wagner |

|                                                  |           |  |
| Coulibaly 9’ Butrej 27’, 53’ Okic 38’ Honold 64’ | Marcatori |  |

| Arbitro: | Gruse |

|                            |           |  |
| Tölcseres 43’ Gfreiter 72’ | Marcatori |  |

| Arbitro: | Schmidt |

|                       |           |  |
| Sugzda 38’ Hempel 70’ | Marcatori |  |

| Arbitro: | Kiefer |

|                              |           |  |
| Holm 2’ Fersch 80’ Pflug 90’ | Marcatori |  |

| Arbitro: | Stark |

|                       |           |                       |
| Lačić 32’ Ollhoff 56’ | Marcatori | 71’ Gfreiter 89’ Holm |

| Arbitro: | Trautmann |

|                                               |           |                 |
| Tölcseres 31’ Fersch 45’ (rig.) Bachmaier 59’ | Marcatori | 43’ (rig.) Weis |

| Arbitro: | Walz |

|                                               |           |                                               |
| Gerlach 37’ Corvalan 54’ Chatzidīs 63’ (rig.) | Marcatori | 17’ (rig.) Fersch 25’ Gfreiter 64’ Rosenwirth |

| Arbitro: | Bauer |

|                                      |           |                            |
| Tölcseres 47’ Fersch 64’ (rig.), 87’ | Marcatori | 53’ Lang 79’ (rig.) Wagner |

| Arbitro: | Maier |

|                    |           |            |
| Breu 72’ Hampl 76’ | Marcatori | 30’ Fersch |

| Arbitro: | Kristek |

|                                                     |           |                            |
| Rosenwirth 30’ (aut.) Barlecaj 53’ (rig.), 63’, 76’ | Marcatori | 3’ Stieglmair 23’ Gfreiter |

| Arbitro: | Albrecht |

|                        |           |                                 |
| Zellner 29’ Fersch 88’ | Marcatori | 4’ Latinovic 5’ Aziz 72’ Keller |

| Arbitro: | Raquet |

|                      |           |                                                    |
| Cramer 37’ Fritz 38’ | Marcatori | 2’ Zellner 8’ Stieglmair 58’ Rosenwirth 87’ Fersch |

| Arbitro: | Bielmeier |

|                                                                          |           |             |
| Stieglmair 38’ Fersch 59’ (rig.), 84’ Holm 63’ Zellner 80’ Tölcseres 88’ | Marcatori | 23’ Hofmann |

| Arbitro: | Ortola-Knopp |

|                     |           |               |
| Petry 15’ Dybek 90’ | Marcatori | 36’ Tölcseres |

| Arbitro: | Schiffner |

|  |           |                                |
|  | Marcatori | 49’, 70’ Seeber 76’ Amanatidīs |

| Arbitro: | Wezel |

|  |           |             |
|  | Marcatori | 26’ Seufert |

#### Girone di ritorno
| Arbitro: | Perl |

|                                    |           |            |
| Wirsching 42’ Gerhardt 86’ Agu 87’ | Marcatori | 68’ Fersch |

| Arbitro: | Sahler |

|             |           |                        |
| Altmann 29’ | Marcatori | 57’ Rogosic 80’ Theres |

| Taunusstein 9 dicembre 2000, ore 14:30 CET 20ª giornata | Wehen | 0 – 0 referto | Jahn Ratisbona | Am Halberg (480 spett.)\| Arbitro: \| Walz \| |
| Arbitro:                                                | Walz  |               |                |                                               |

| Arbitro: | Göbel |

|                      |           |                            |
| Seufert 79’ Holm 90’ | Marcatori | 4’ (rig.) Šaraba 45’ Jović |

| Arbitro: | Raquet |

|                              |           |  |
| Willmann 6’ Bettenstaedt 84’ | Marcatori |  |

| Arbitro: | Ortola-Knopp |

|          |           |           |
| Holm 62’ | Marcatori | 52’ Fuchs |

| Arbitro: | Schiffner |

|                      |           |  |
| Graf 50’ Heinzen 79’ | Marcatori |  |

| Arbitro: | Sippel |

|                                 |           |  |
| Mokhtari 10’ Holm 47’ Pflug 88’ | Marcatori |  |

| Arbitro: | Sahler |

|                              |           |              |
| Wagner 6’ Lense 75’ Hoop 81’ | Marcatori | 59’ Mokhtari |

| Arbitro: | Schalk |

|                |           |             |
| Stieglmair 86’ | Marcatori | 58’ Lützler |

| Arbitro: | Wack |

|                           |           |  |
| Zellner 89’ Tölcseres 90’ | Marcatori |  |

| Arbitro: | Lippus |

|                      |           |                   |
| Radlspeck 73’ (aut.) | Marcatori | 6’ Brand 64’ Holm |

| Arbitro: | Wezel |

|           |           |                    |
| Brand 90’ | Marcatori | 11’ Němec 88’ Dürr |

| Arbitro: | Trautmann |

|  |           |                             |
|  | Marcatori | 41’ Radlspeck 60’ Tölcseres |

| Arbitro: | Welz |

|                                               |           |                  |
| Mokhtari 29’ Fersch 62’ (rig.) Stieglmair 74’ | Marcatori | 23’, 53’ Schmidt |

| Arbitro: | Gruse |

|                                          |           |                             |
| Morena 31’ Tembo 38’ Haas 45’ Adrion 59’ | Marcatori | 79’ Bachmaier 83’ Tölcseres |

| Arbitro: | Raquet |

|            |           |                                   |
| Fersch 76’ | Marcatori | 35’, 50’ Dworschak 43’, 70’ Würll |

## Statistiche

### Statistiche di squadra
| Competizione     | Punti | In casa | In casa | In casa | In casa | In casa | In casa | In trasferta | In trasferta | In trasferta | In trasferta | In trasferta | In trasferta | Totale | Totale | Totale | Totale | Totale | Totale | DR |
| Competizione     | Punti | G       | V       | N       | P       | Gf      | Gs      | G            | V            | N            | P            | Gf           | Gs           | G      | V      | N      | P      | Gf     | Gs     | DR |
| ---------------- | ----- | ------- | ------- | ------- | ------- | ------- | ------- | ------------ | ------------ | ------------ | ------------ | ------------ | ------------ | ------ | ------ | ------ | ------ | ------ | ------ | -- |
| Regionalliga sud | 43    | 17      | 8       | 4       | 5       | 35      | 25      | 17           | 4            | 3            | 10           | 22           | 37           | 34     | 12     | 7      | 15     | 57     | 62     | -5 |
| Totale           | 43    | 17      | 8       | 4       | 5       | 35      | 25      | 17           | 4            | 3            | 10           | 22           | 37           | 34     | 12     | 7      | 15     | 57     | 62     | -5 |

### Andamento in campionato
| Giornata  | 1  | 2  | 3  | 4  | 5  | 6 | 7 | 8 | 9 | 10 | 11 | 12 | 13 | 14 | 15 | 16 | 17 | 18 | 19 | 20 | 21 | 22 | 23 | 24 | 25 | 26 | 27 | 28 | 29 | 30 | 31 | 32 | 33 | 34 |
| --------- | -- | -- | -- | -- | -- | - | - | - | - | -- | -- | -- | -- | -- | -- | -- | -- | -- | -- | -- | -- | -- | -- | -- | -- | -- | -- | -- | -- | -- | -- | -- | -- | -- |
| Luogo     | C  | T  | C  | T  | C  | T | C | T | C | T  | T  | C  | T  | C  | T  | C  | T  | T  | C  | T  | C  | T  | C  | T  | C  | T  | C  | C  | T  | C  | T  | C  | T  | C  |
| Risultato | N  | P  | V  | P  | V  | N | V | N | V | P  | P  | P  | V  | V  | P  | P  | V  | P  | P  | N  | N  | P  | N  | P  | V  | P  | N  | V  | V  | P  | V  | V  | P  | P  |
| Posizione | 10 | 16 | 10 | 14 | 12 | 9 | 7 | 7 | 5 | 6  | 8  | 10 | 9  | 6  | 9  | 9  | 7  | 9  | 10 | 11 | 10 | 12 | 14 | 14 | 12 | 12 | 14 | 13 | 10 | 12 | 9  | 8  | 8  | 12 |

Legenda:

Luogo: C = Casa; T = Trasferta. Risultato: V = Vittoria; N = Pareggio; P = Sconfitta.

### Statistiche dei giocatori
| H. Altmann      | 32 | 1  | 7 | 0 |
| B. Arsenović    | 1  | 0  | 0 | 0 |
| S. Bachmaier    | 11 | 2  | 3 | 0 |
| R. Berg         | 0  | 0  | 0 | 0 |
| M. Brand        | 5  | 2  | 0 | 0 |
| R. Brunner      | 6  | 0  | 2 | 0 |
| M. Eppensteiner | 1  | 0  | 0 | 0 |
| F. Ermler       | 33 | 0  | 1 | 0 |
| M. Fersch       | 25 | 14 | 6 | 0 |
| H. Gfreiter     | 31 | 4  | 6 | 1 |
| M. Grasser      | 14 | 0  | 2 | 0 |
| S. Gusic        | 3  | 0  | 0 | 0 |
| H. Gärtner      | 12 | 0  | 3 | 0 |
| T. Holm         | 27 | 7  | 1 | 0 |
| R. Huber        | 19 | 0  | 3 | 0 |
| L. Kolarsch     | 1  | 0  | 0 | 0 |
| J. Krinke       | 3  | 0  | 0 | 0 |
| H. Lemberger    | 0  | 0  | 0 | 0 |
| C. Leßmann      | 0  | 0  | 0 | 0 |
| O. Mokhtari     | 6  | 0  | 0 | 0 |
| Y. Mokhtari     | 22 | 3  | 4 | 0 |
| A. Peter        | 18 | 0  | 2 | 0 |
| F. Peuker       | 10 | 0  | 1 | 0 |
| U. Pflug        | 18 | 2  | 2 | 0 |
| T. Prisa        | 2  | 0  | 0 | 0 |
| T. Radlspeck    | 19 | 1  | 2 | 1 |
| M. Rosenwirth   | 31 | 2  | 2 | 0 |
| T. Rösl         | 3  | 0  | 0 | 1 |
| V. Schaidinger  | 7  | 0  | 0 | 0 |
| S. Seufert      | 10 | 1  | 0 | 0 |
| T. Seufert      | 12 | 1  | 0 | 0 |
| M. Stieglmair   | 27 | 5  | 7 | 2 |
| R. Traxinger    | 9  | 0  | 2 | 0 |
| A. Tölcseres    | 31 | 8  | 5 | 0 |
| T. Zellner      | 24 | 4  | 6 | 0 |